# Atypus quelpartensis
Espèce
Atypus quelpartensis est une espèce d'araignées mygalomorphes de la famille des Atypidae.

## Distribution
Cette espèce est endémique de Corée du Sud.

## Publication originale
- Namkung, 2002 : The spiders of Korea. Kyo-Hak Publishing Co., Seoul, p. 1-648.

## Étymologie
Son nom d'espèce, composé de quelpart et du suffixe latin -ensis, « qui vit dans, qui habite », lui a été donné en référence au lieu de sa découverte, Quelpart, l'ancien nom de Jeju-do.